# Bahnhof Ziegelbrücke

Der Bahnhof Ziegelbrücke ist der Bahnhof der Schweizer Ortschaft Ziegelbrücke. Er befindet sich rechts des Linthkanals im Gemeindegebiet von Schänis (Kanton St. Gallen). Heute ist er Kreuzungsbahnhof der internationalen Hauptachse Zürich–Sargans und der Regionallinie Rapperswil–Linthal. 

## Geschichte

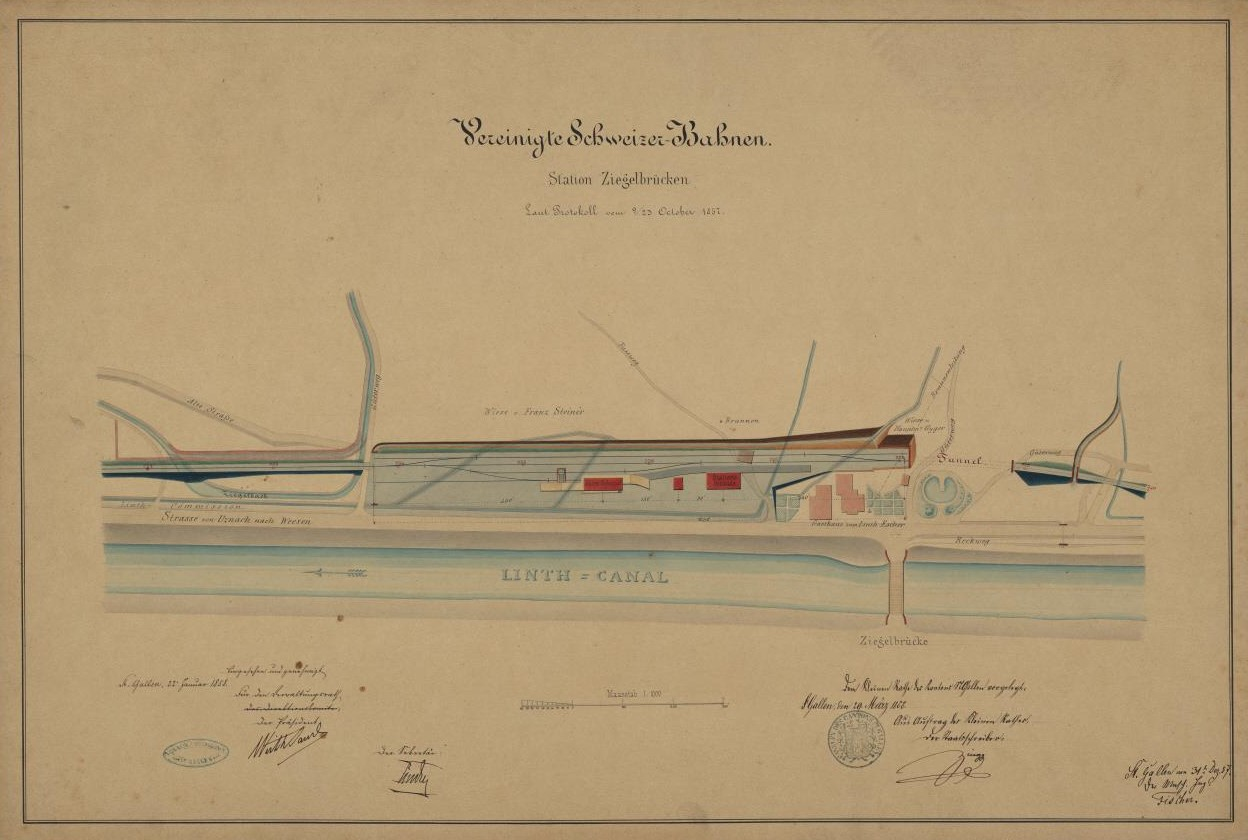
Plan des Bahnhofs Ziegelbrücke aus dem Jahr 1857

Der Bahnhof Ziegelbrücke entstand mit dem Bau der Bahnstrecke Rapperswil–Ziegelbrücke–Sargans durch die Vereinigten Schweizerbahnen (VSB) und wurde am  15. Februar 1859 dem Betrieb übergeben. Um die Kosten tief zu halten, wurden die Anlagen der Stationen und deren Gebäude anfangs sehr einfach gestaltet.

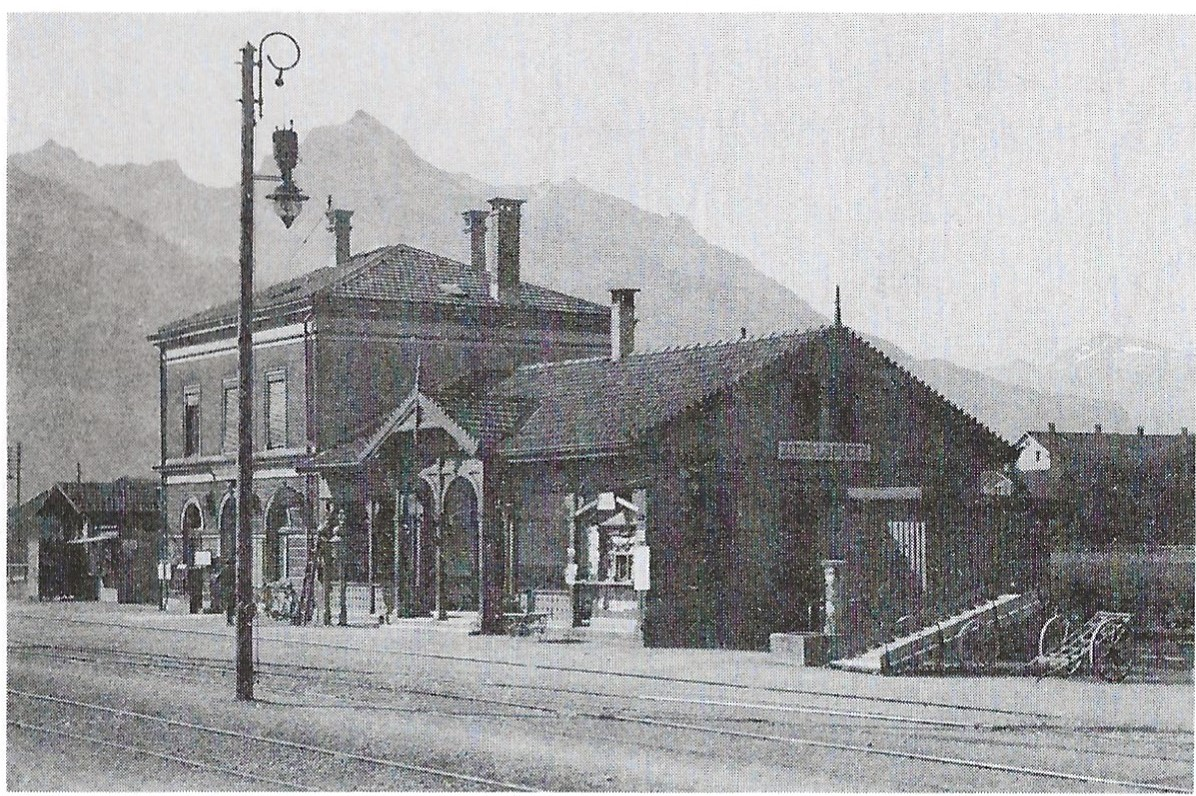
Das Aufnahmegebäude kurz nach der Jahrhundertwende

Mit dem Bau der Linksufrigen Zürichseebahn durch die Schweizerische Nordostbahn (NOB) wurden die Gleisanlagen 1875 sowie 1891 erweitert.
Bei der Planung wurde auch ein Bahnhof Ziegelbrücke-Urnen links des Linthkanals in Betracht gezogen. Ebenfalls 1891 wurde das Aufnahmegebäude erstellt. Es handelt sich vermutlich um den Mittelteil des heute noch bestehenden Baus.
1896 bestand der Bahnhof aus sechs durchgehend befahrbaren Gleisen (ohne Mittelperron), einem Verladegleis und zwei Abstellgleisen für Wagen. 1902 wurde die VSB verstaatlicht und der Bahnhof kam in den Besitz der SBB.
Um 1926/27 wurden zwei Mittelperrons erstellt. Das ursprüngliche gemauerte Aufnahmegebäude dürfte in das heutige Empfangsgebäude integriert worden sein. 1966/67 wurde der Bahnhof im Hinblick auf den Bau der Doppelspur nach Mühlehorn erweitert. Ein neuer dritter Zwischenperron ermöglicht seither die gleichzeitige Abfertigung von sechs Reisezügen. Am westlichen Ende war über viele Jahre ein Stellwerkgebäude und am östlichen Ende der Gleisanlagen ein Reiterstellwerk vorhanden. 1969 wurde im Rahmen des Doppelspurausbaus östlich des Bahnhofs der 305 Meter lange Biberlichopftunnel dem Verkehr übergeben. 2005 bis 2007 wurde der Bahnhof Ziegelbrücke modernisiert und mit einem neuen Bushof ergänzt. Drei Rampen führen zu den auf 55 cm erhöhten Perrons; Perrondächer, Warteräume und Beleuchtung wurden erneuert.

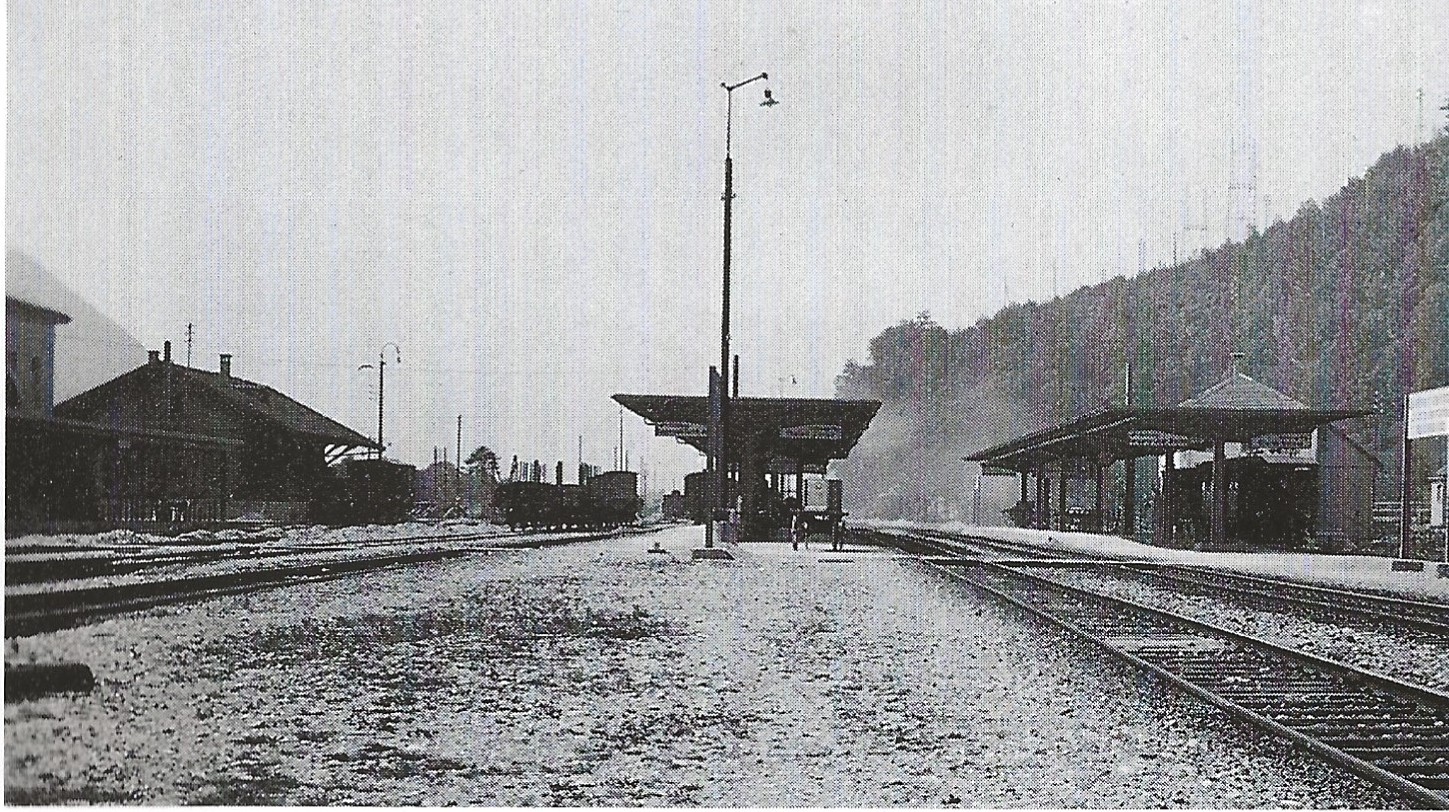
Bahnhof Ziegelbrücke zur Zeit des Dampfbetriebs kurz nach dem Bau der Zwischenperrons. Rechts aussen steht der zwischen Uznach und Glarus eingesetzte Benzintriebwagen CFm 2/4.
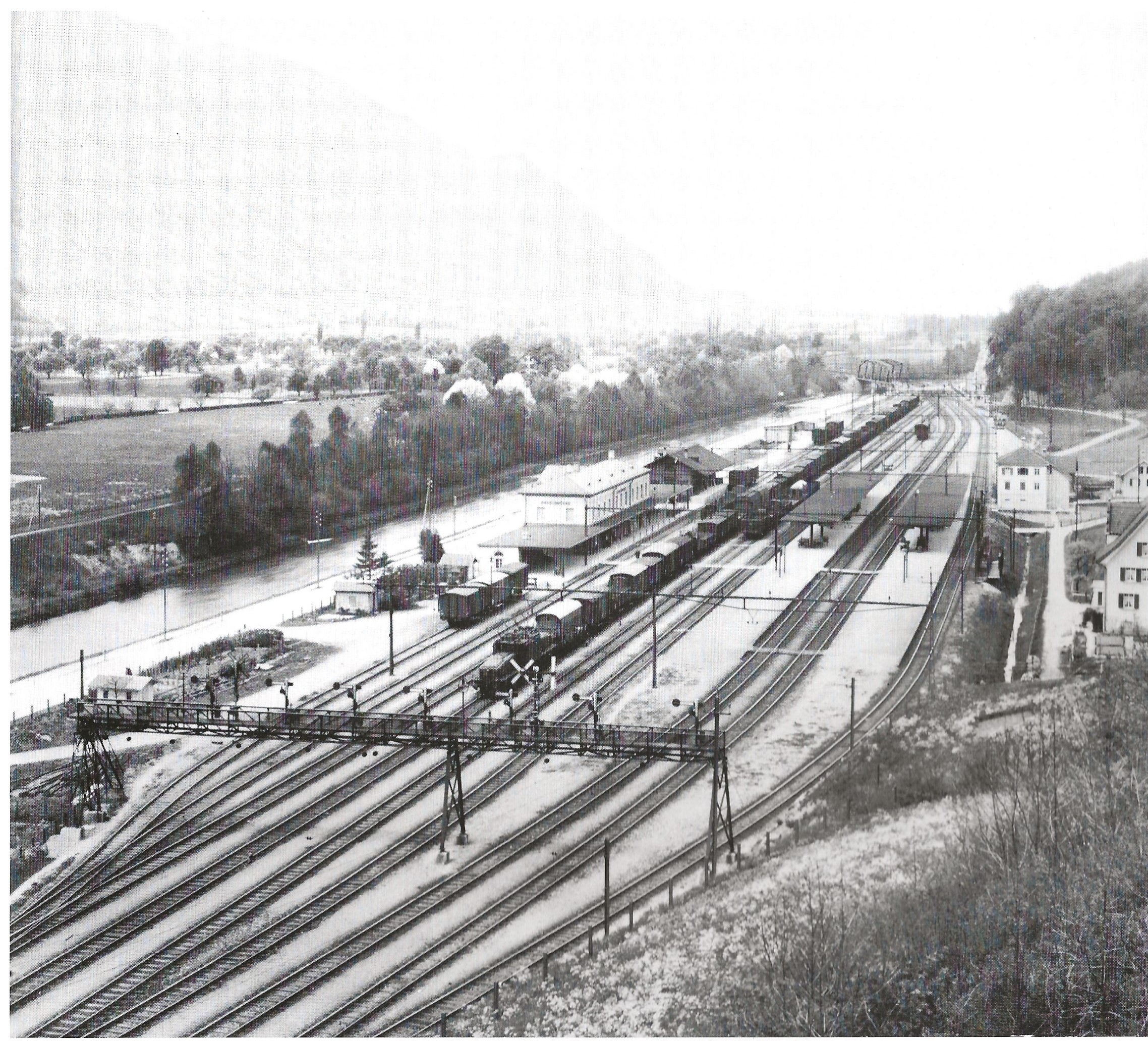
Abfahrbereiter Güterzug Richtung Sargans, bespannt mit einer Ce 6/8
Aufnahmegebäude Ziegelbrücke im Jahr 1963
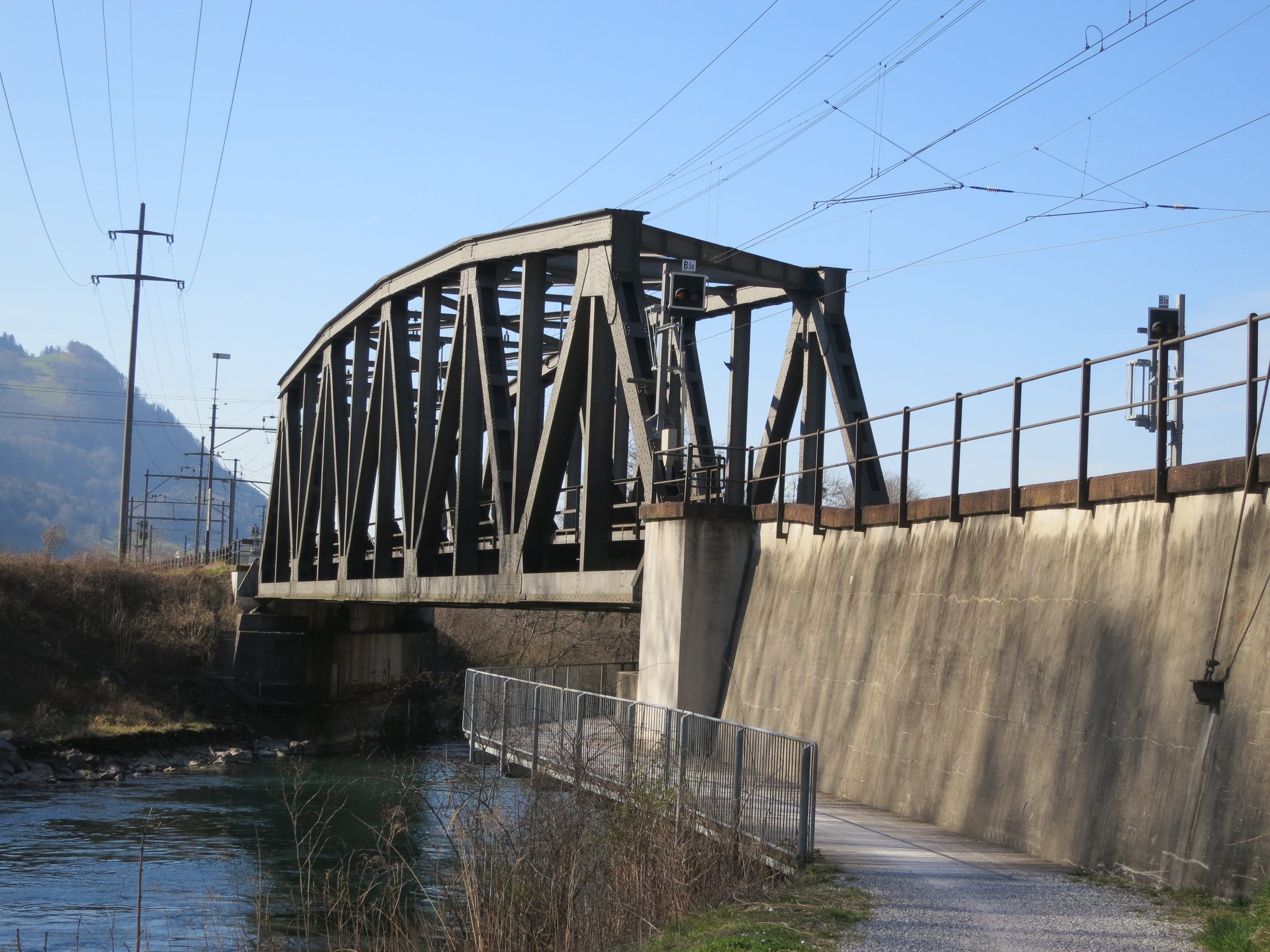
Untere Linthkanalbrücke nordwestlich des Bahnhofs Ziegelbrücke
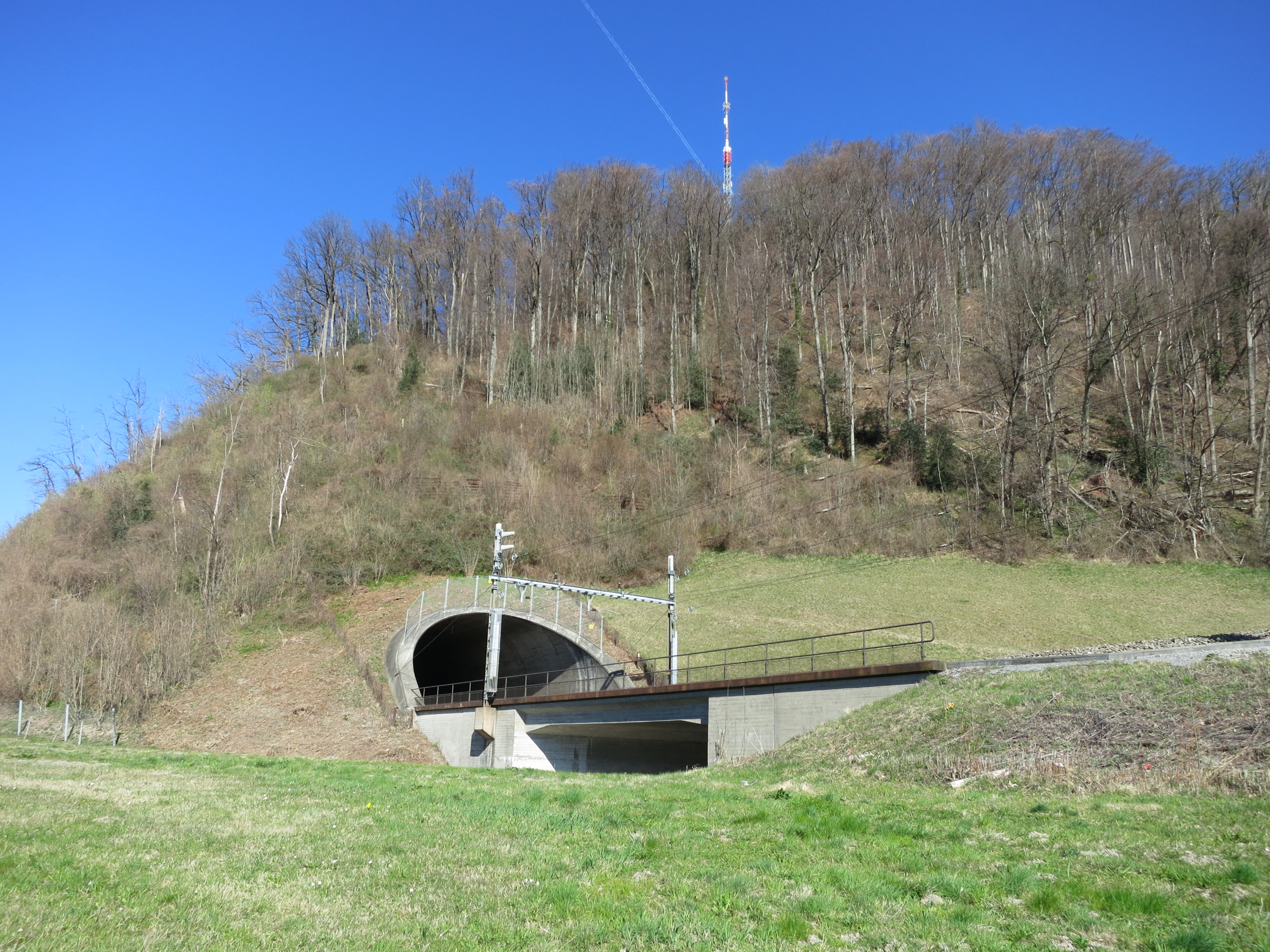
Biberlichopftunnel südöstlich des Bahnhofs Ziegelbrücke
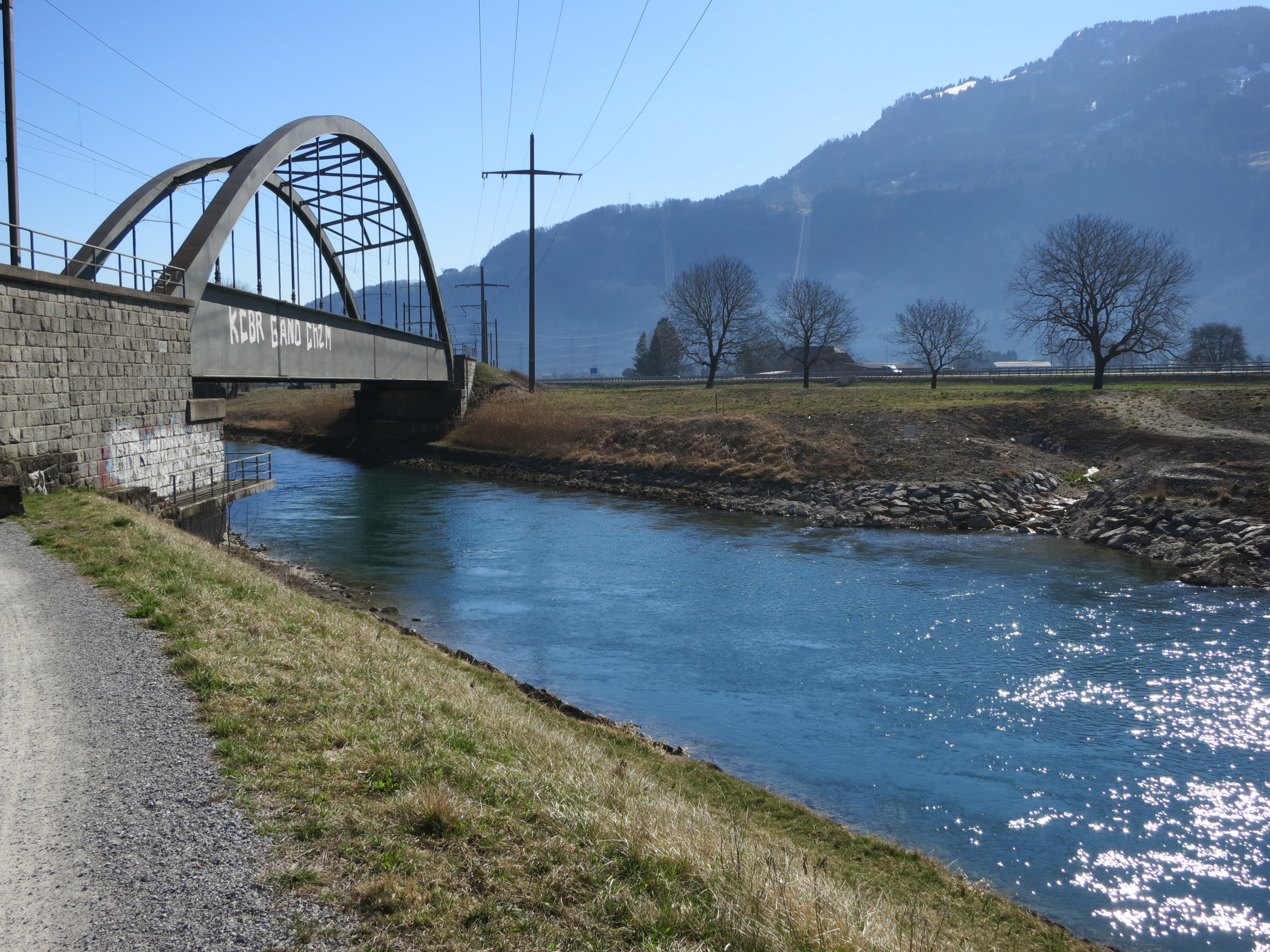
Biberlichopfbrücke über den Linthkanal, südöstlich des Bahnhofs

## Lage

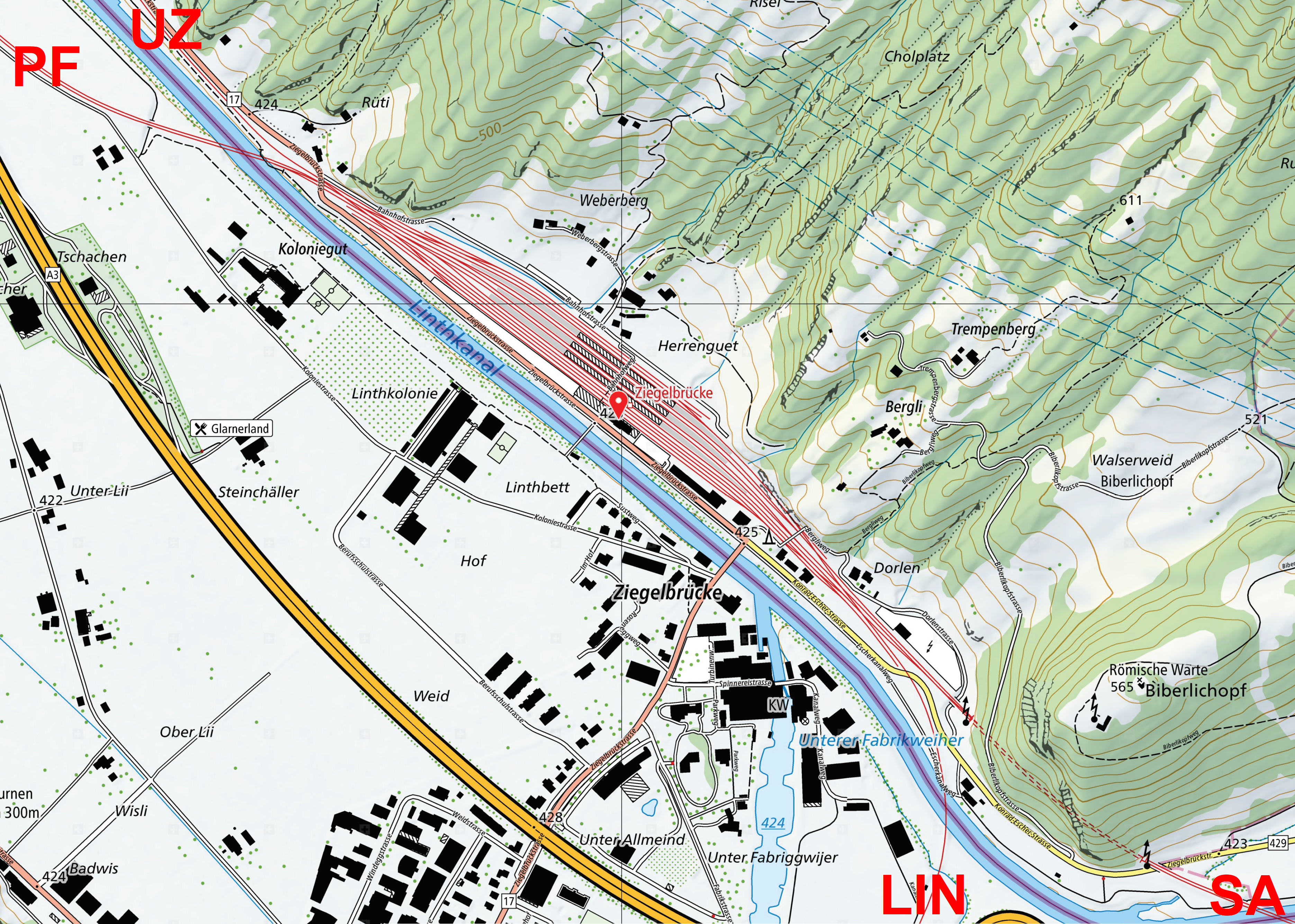
Kartenausschnitt Bahnhof Ziegelbrücke:
PF: SBB nach Pfäffikon SZ UZ: SBB nach Uznach
LIN: SBB nach Linthal SA: SBB nach Sargans

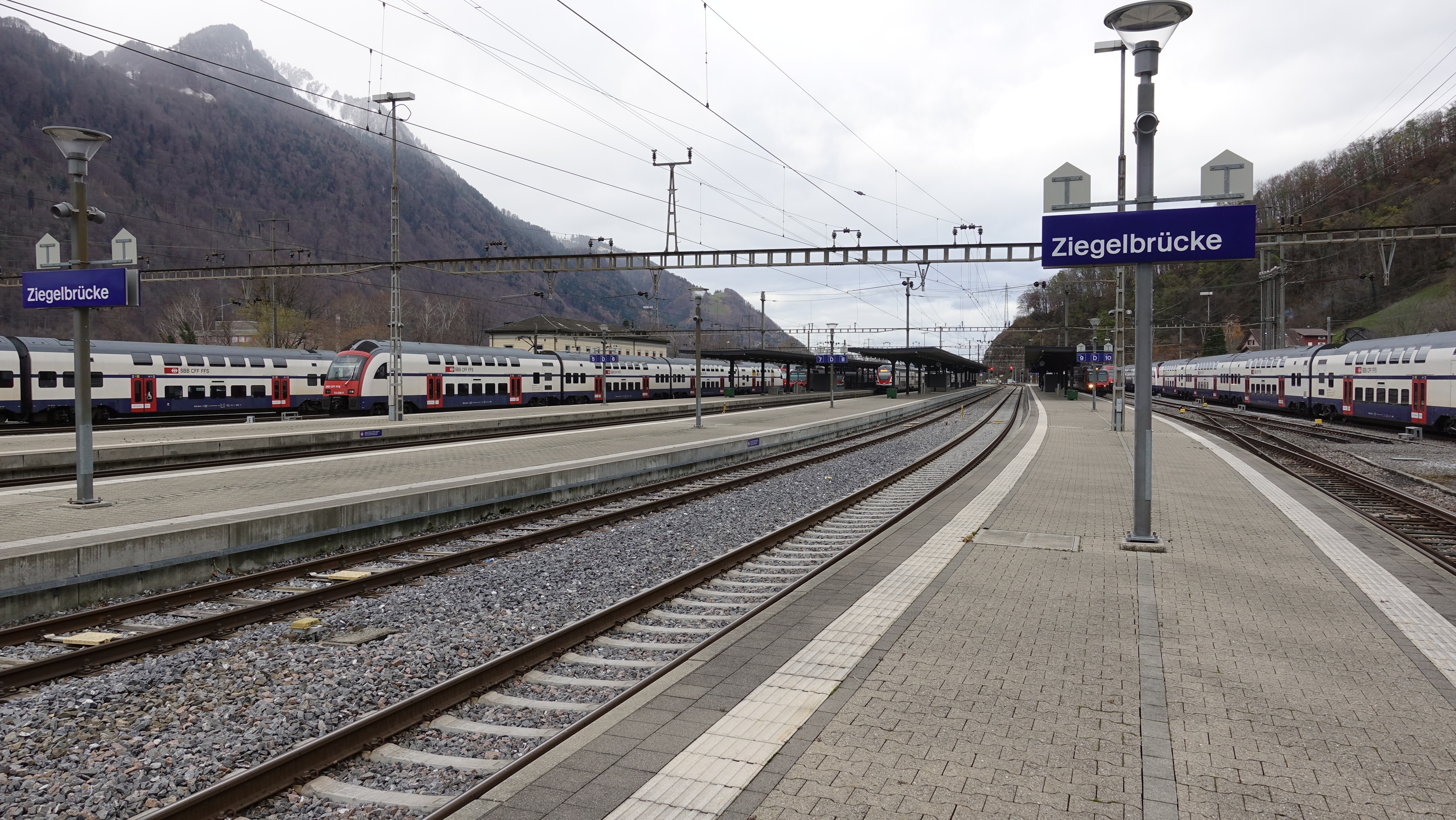
Die abgestellten S-Bahnzüge werden nur während den Hauptverkehrszeiten benötigt.

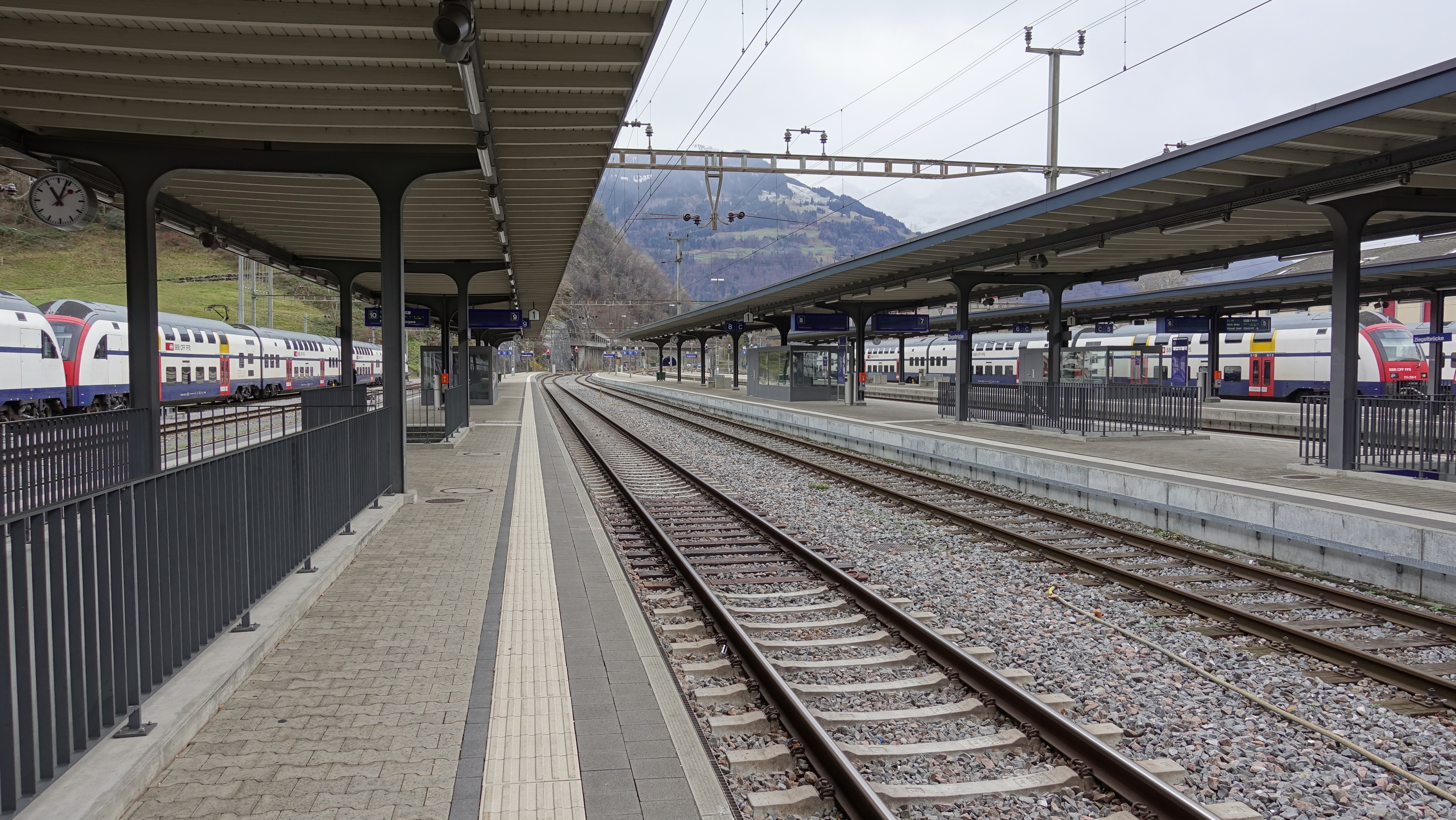
Gleis 9 und 8 in Fahrtrichtung Sargans

Auf der Südseite verlaufen parallel zur Eisenbahnstrecke der Linthkanal, eine Bahnstromleitung und die Hauptstrasse 17. Auf ihr verkehren die Postautos und die Linienbusse des Autobetriebs Weesen–Amden.
Auf dem Bahnareal befinden sich ein geräumiges Bahnhofsgebäude, eine Güterexpedition und ein Werkhof. Die Gleise 1–4 werden für den Güterverkehr und 5–10 für den Personenverkehr verwendet. Hinter dem Gleis 10 verlaufen zwei Abstellgleise.
Einige Gleise stehen den bahneigenen Unterhaltsdiensten zur Verfügung.
Am Westkopf des Bahnhofs befindet sich die stählerne Untere Linthkanalbrücke an der Bahnstrecke nach Zürich. Sie wurde 1928 umgebaut und hat eine Länge von 62 Metern.
Der Bahnhof Ziegelbrücke ist deutlich grösser als der Bahnhof Schänis, der zweite Bahnhof im Gemeindegebiet.

## Betrieb

### Bahnverkehr

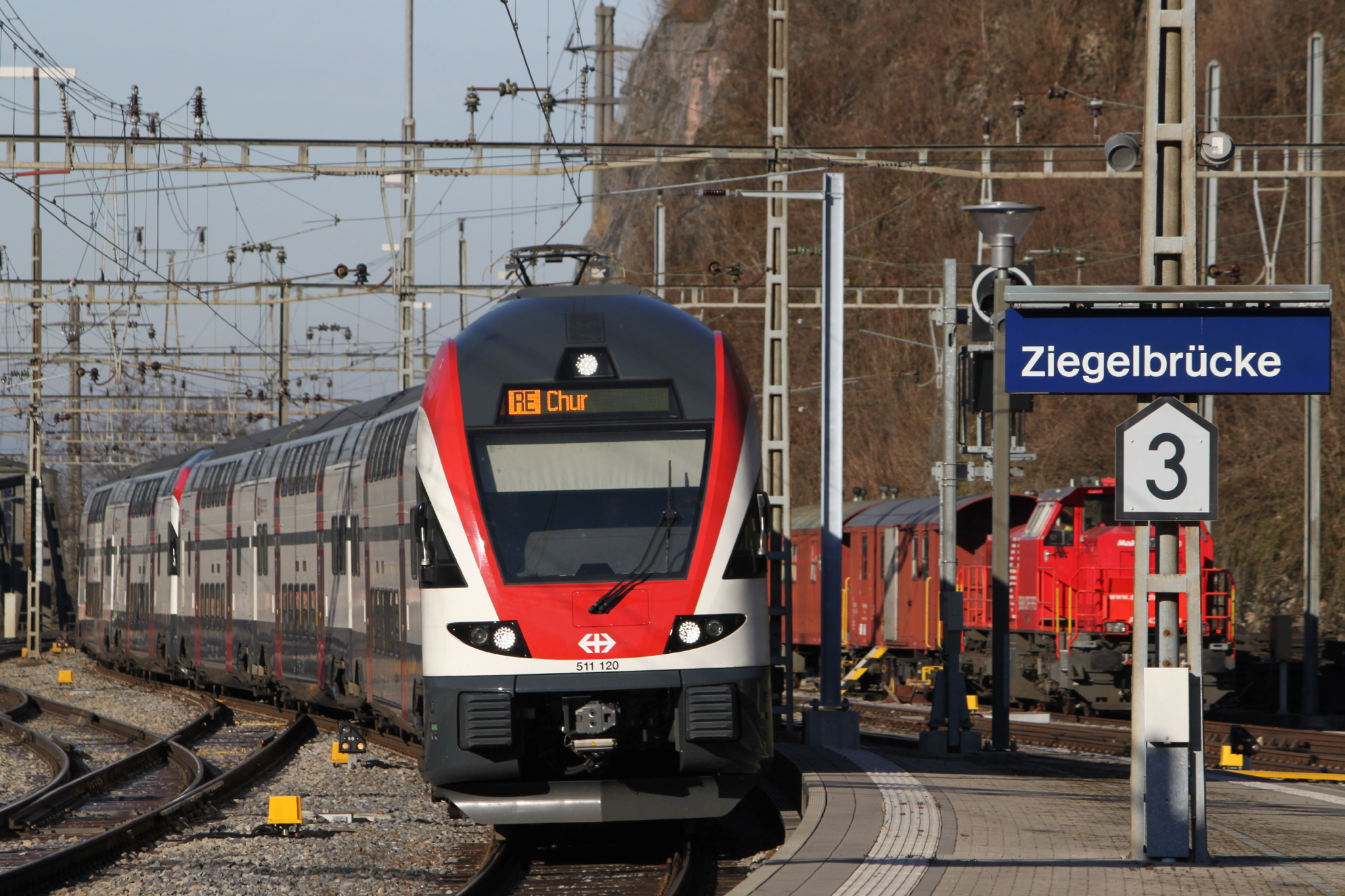
Einfahrender RegioExpress Zürich – Chur

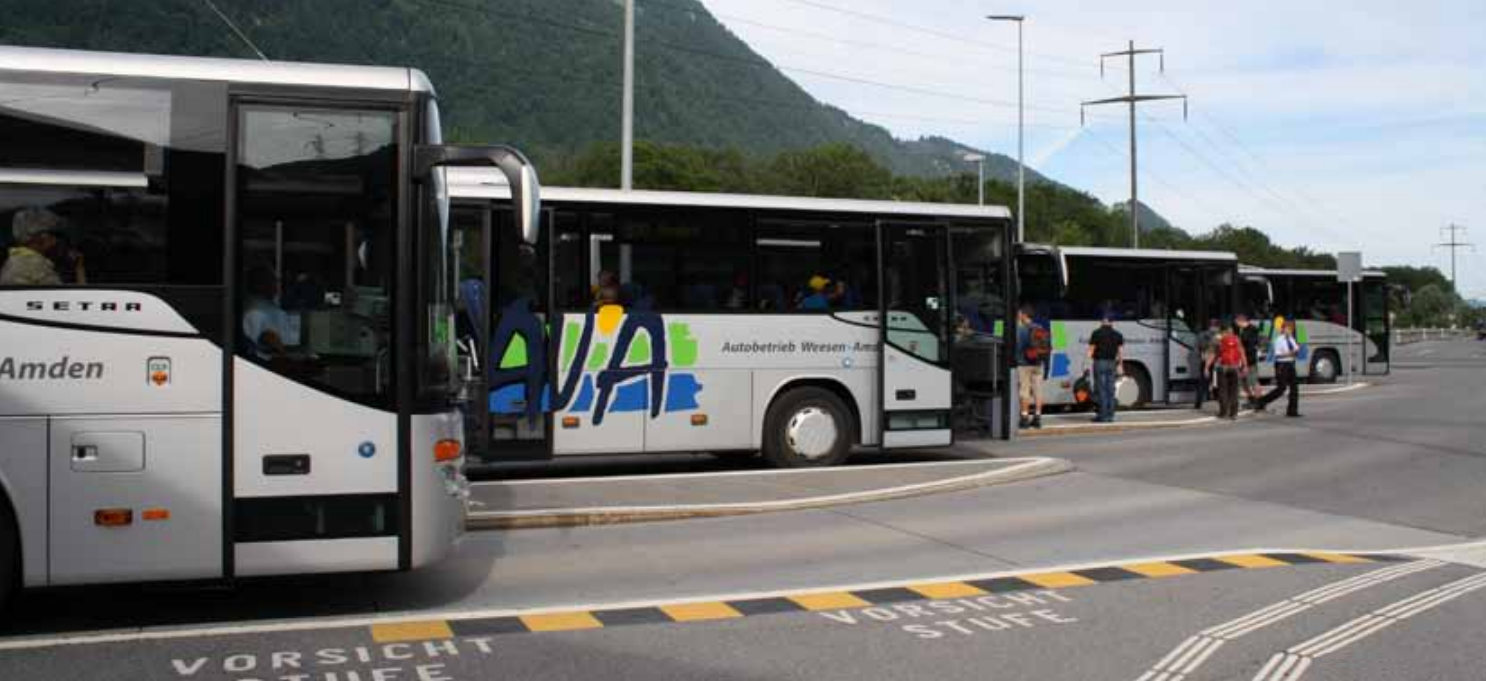
Bushof Ziegelbrücke

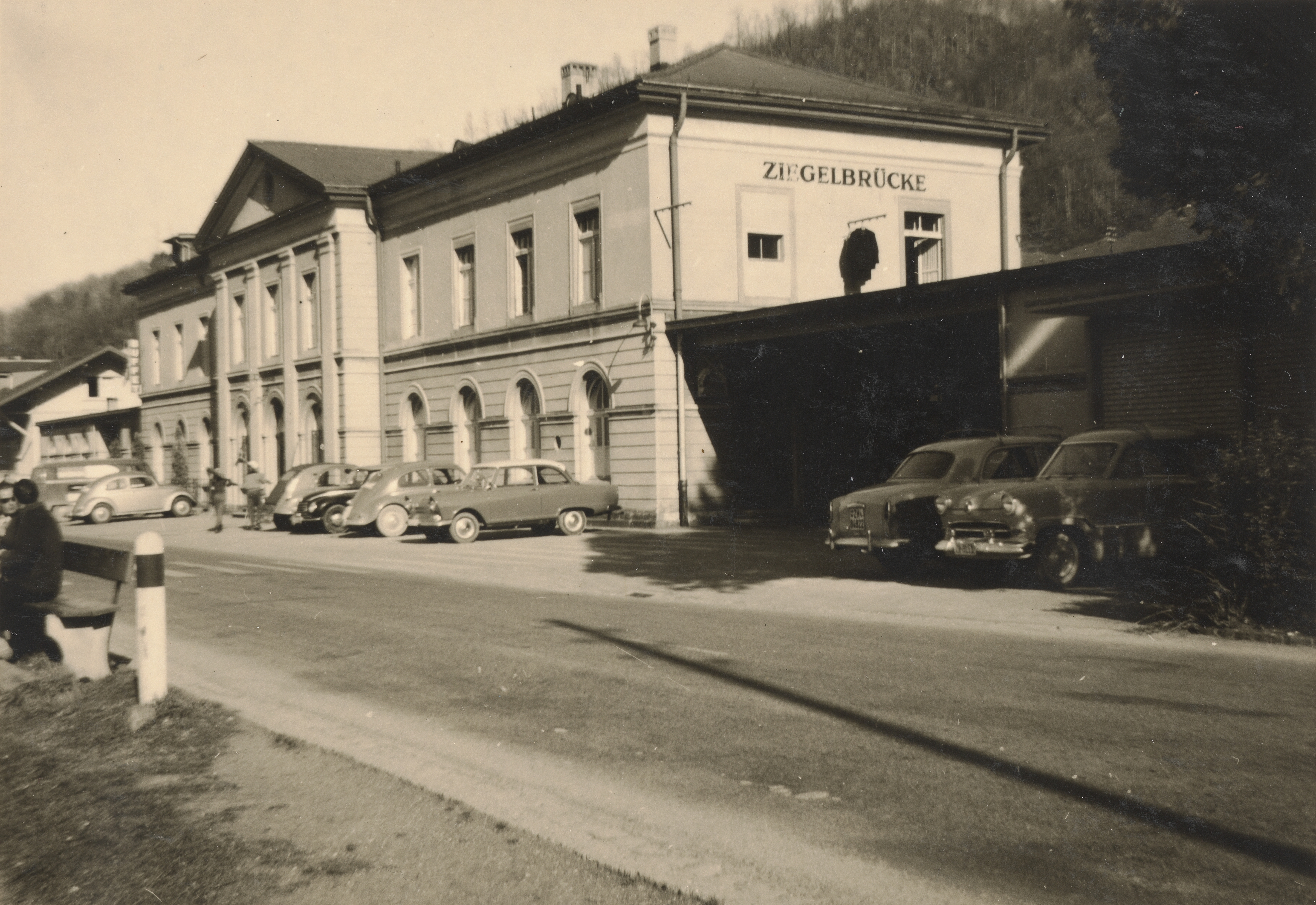
Bahnhofsgebäude Strassenseite (ca. 1960)

Durchschnittlich stiegen 2018 im Bahnhof Ziegelbrücke täglich 9422 Bahnreisende ein und aus. Folgende Linien bedienen ab Fahrplanwechsel 2021 Ziegelbrücke:
- 35 Bern – Burgdorf – Olten – Zürich HB – Chur  FS  (Aare Linth)

S-Bahn St. Gallen (Südostbahn)
- S 6 Rapperswil – Ziegelbrücke – Glarus – Schwanden (– Linthal)  (nach Linthal abends, zusätzlich zeitweise Samstag/Sonntag)
- S 17 Sargans – Ziegelbrücke – Uznach – Rapperswil

S-Bahn Zürich (SBB)
- S 2 Zürich Flughafen – Zürich HB – Pfäffikon SZ – Ziegelbrücke
- S 25 Zürich HB – Pfäffikon SZ – Ziegelbrücke – Glarus – Linthal

March-Shuttle (Südostbahn)
- S 27 Siebnen-Wangen – Ziegelbrücke  (während den Hauptverkehrszeiten)

### Busverkehr
Vom Bushof wird die Umgebung von mehreren Linien erschlossen, die mit Ausnahme der Linie 650 vom Postauto betrieben werden.
- 511 Ziegelbrücke – Näfels-Mollis – Kerenzerberg – Mühlehorn
- 512 Ziegelbrücke – Näfels-Mollis – Mollis
- 524 Ziegelbrücke – Siebnen – Pfäffikon SZ
- 635 Ziegelbrücke – Schänis – Kaltbrunn – Benken
- 650 Ziegelbrücke – Weesen – Amden (Autobetrieb Weesen–Amden)